# Joseph Simon (Politiker, 1851)

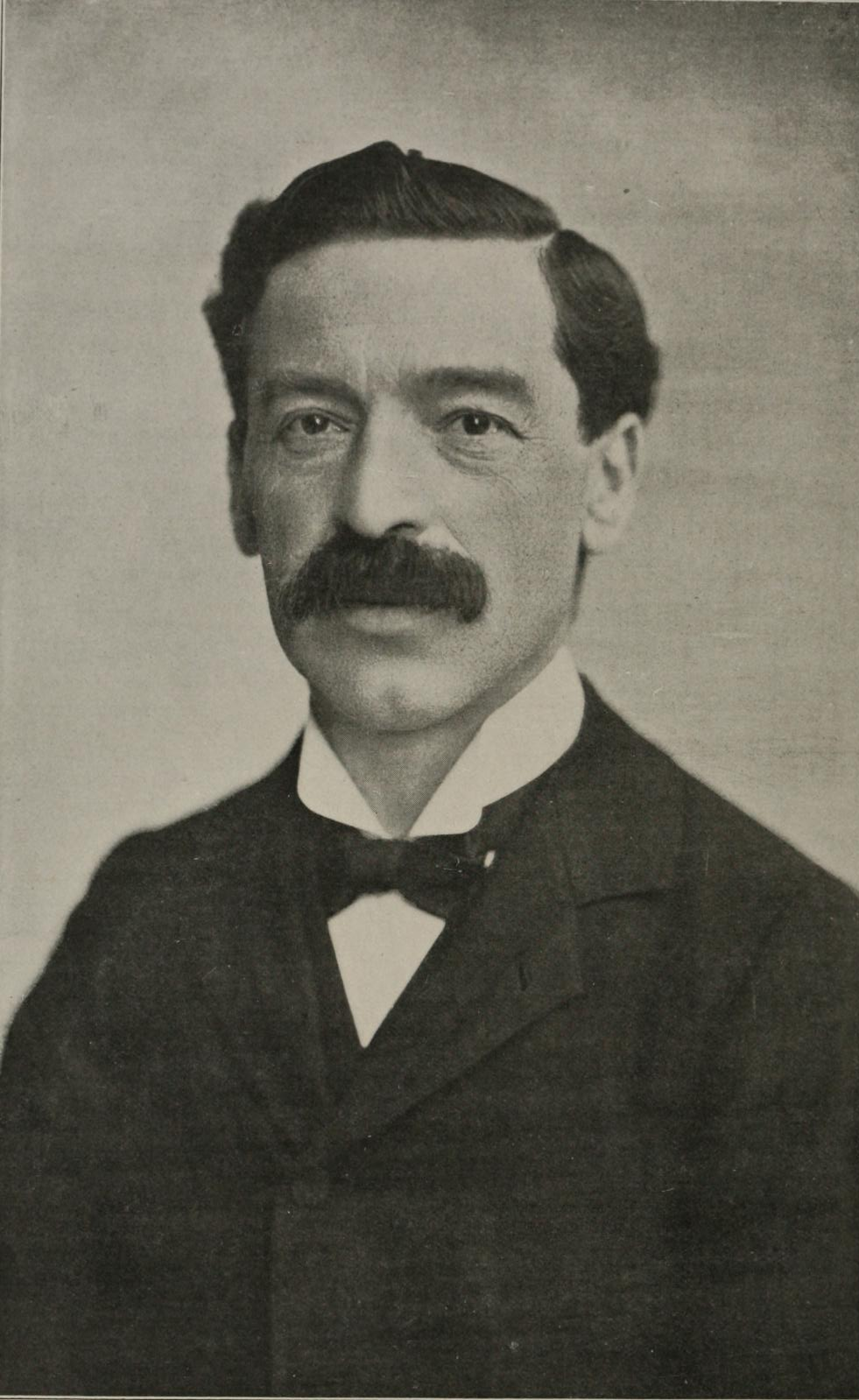
Joseph Simon

Joseph Simon (* 7. Februar 1851 in Bechtheim, Großherzogtum Hessen; † 14. Februar 1935 in Portland, Oregon) war ein US-amerikanischer Politiker (Republikanische Partei).
Simon immigrierte zusammen mit seinen jüdischen Eltern in die Vereinigten Staaten. Dort ließen sie sich 1857 in Portland nieder. Er studierte Jura, wurde 1872 in die Anwaltschaft aufgenommen und praktizierte danach in Portland. 1877 bis 1880 gehörte er dem Stadtrat an. Im Anschluss war er von 1880 bis 1898 Senator im Senat von Oregon, dessen Präsident er auch wurde.
Simon war 1892 bis 1896 Mitglied des Republican National Committee. Am 8. Oktober 1898 wurde er für seine Partei in den US-Senat gewählt, um einen vakanten Sitz neu zu besetzen, und blieb bis zum 3. März 1903 Senator. 1909 bis 1911 bekleidete Simon das Amt des Bürgermeisters von Portland. Danach begann er wieder zu praktizieren. Er starb 1935 in Portland und wurde auf dem Beth Israel Cemetery beigesetzt.